# Yasser Romero
Pour les articles homonymes, voir Romero.
Yasser Romero est un joueur cubain de volley-ball né le 5 août 1979 à La Havane. Il mesure 1,90 m et joue libero. Il fait partie du groupe de joueurs cubains ayant fui leur sélection nationale lors du tournoi de Noël 2001 en Belgique, avec Leonell Marshall, Ihosvany Hernandez, Angel Dennis, Ramon Gato et Jorge Luis Hernandez.

## Clubs
| Club          | Pays   | De        | À         |
| ------------- | ------ | --------- | --------- |
| Piacenza      | Italie | 2003-2004 | 2003-2004 |
| Grottazzolina | Italie | 2004-2005 | 2004-2005 |
| Gênes         | Italie | 2005-2006 | …         |

## Palmarès
Néant.